# Virpazar
Virpazar je naselje v Črni gori, ki upravno spada v Občino Bar.
Naselje je ena izmed izhodiščnih točk za vodene izlete z ladjicami in čolni na Skadarsko jezero. Nad naseljem se nahaja trdnjava Besac, ki je bila zgrajena še v časih osmanskega cesarstva, obnovljena s sredstvi Evropske unije; danes je v njej restavracija in muzej vinarstva. Leži ob železniški progi Beograd–Bar ter v bližini glavne ceste Podgorica–Bar.

## Demografija
| Pregled števila prebivalstva po letih | Pregled števila prebivalstva po letih | Pregled števila prebivalstva po letih | Pregled števila prebivalstva po letih | Pregled števila prebivalstva po letih | Pregled števila prebivalstva po letih | Pregled števila prebivalstva po letih | Pregled števila prebivalstva po letih | Pregled števila prebivalstva po letih |
| ------------------------------------- | ------------------------------------- | ------------------------------------- | ------------------------------------- | ------------------------------------- | ------------------------------------- | ------------------------------------- | ------------------------------------- | ------------------------------------- |
| 1948                                  | 1953                                  | 1961                                  | 1971                                  | 1981                                  | 1991                                  | 2003                                  | 2011                                  | 2023                                  |
| 223                                   | 323                                   | 324                                   | 383                                   | 412                                   | 409                                   | 337                                   | 277                                   | 235                                   |